# Радован Панков
Радован Панков (серб. Радован Панков / Radovan Pankov, нар. 5 серпня 1995, Новий Сад) — сербський футболіст, захисник польського клубу «Легія» та, в минулому, юнацької збірної Сербії.
Виступав також за клуб «Црвена Звезда».
Володар Кубка Кіпру. Володар Суперкубка Польщі. Володар Кубка Польщі.

## Клубна кар'єра
Народився 5 серпня 1995 року в місті Новий Сад. Вихованець футбольної школи клубу «Воєводина». Дорослу футбольну кар'єру розпочав 2014 року в основній команді того ж клубу, в якій провів два сезони, взявши участь у 46 матчах чемпіонату. 
Згодом з 2016 по 2019 рік грав у складі команд «Урал», АЕК (Ларнака) та «Раднички» (Ниш).
Своєю грою за останню команду привернув увагу представників тренерського штабу клубу «Црвена Звезда», до складу якого приєднався 2019 року. Відіграв за белградську команду наступні чотири сезони своєї ігрової кар'єри.
Протягом 2023 року захищав кольори клубу «Чукарички».
До складу клубу «Легія» приєднався 2023 року. Станом на 18 травня 2025 року відіграв за команду з Варшави 47 матчів в національному чемпіонаті.

## Виступи за збірні
У 2014 році дебютував у складі юнацької збірної Сербії (U-19), загалом на юнацькому рівні взяв участь у 7 іграх.

## Титули і досягнення
- Володар Кубка Кіпру (1):

АЕК (Ларнака): 2017-2018
- Чемпіон Сербії (3):

«Црвена Звезда»: 2019-2020, 2020-2021, 2021-2022
- Володар Кубка Сербії (2):

«Црвена Звезда»: 2020-2021, 2021-2022
- Володар Суперкубка Польщі (2):

«Легія»: 2023, 2025
- Володар Кубка Польщі (1):

«Легія»: 2024-2025
Збірні
- Молодіжний чемпіон світу: 2015